# Dania na Zimowych Igrzyskach Olimpijskich 1948
Reprezentacja Danii na Zimowych Igrzyskach Olimpijskich 1948 w szwajcarskim Sankt Moritz liczyła dwóch zawodników. Był to pierwszy w historii start reprezentacji Danii na zimowych igrzyskach olimpijskich.

## Wyniki

### Łyżwiarstwo figurowe

#### Program solistów
| Zawodnik         | Nota    | Miejsce | Źródło |
| ---------------- | ------- | ------- | ------ |
| Per Cock-Clausen | 145,533 | 16.     | [ 1 ]  |

### Łyżwiarstwo szybkie

#### 500 metrów mężczyzn
| Zawodnik      | Czas | Miejsce | Źródło |
| ------------- | ---- | ------- | ------ |
| Aage Justesen | 46.4 | 29.     | [ 2 ]  |